# Ériodictyol
L'ériodictyol est une flavanone (une sous-classe de flavonoïdes) extraite des feuilles de l'Herba Santa (Eriodictyon californicum), une plante poussant dans le nord du Mexique et dans l'État de Californie.  

## Masqueur
La capacité de l'ériodictyol de réduire l'amertume de composé amer a été mis en évidence par Symrise, une entreprise de l'aromatique alimentaire. Dans cette même plante, 3 autres flavonoïdes ont été identifiés avec la même capacité à modifier le goût : la stérubine, l'homoériodictyol et l'Homoériodictyol sodique.
L'ériodictyol a obtenu le statut Fema GRAS (numéro 4715) publié dans l'édition 25 et peut donc être utilisé dans les aliments en tant qu'arôme.
L'ériodictyol dosé à 20 ppm réduit de 40 à 60 % la perception amère d'une solution contenant 0,5 g·l-1 de caféine. Il est habituellement utilisé autour de 20 ppm et à un niveau maximum de 100 pm pour la plupart des catégories alimentaires concernées et typiquement 50 ppm avec un maximum de 250 ppm pour les Chewing gums.

## Autre source
L'ériodictyol a aussi été identifié dans d'autres végétaux comme le Millettia duchesnei et l'Eupatorium arnottianum. 
Un de ses hétérosides a été identifié dans l'églantier (Rosa canina).